# 北山古墳 (湯梨浜町)
北山古墳（きたやまこふん、北山1号墳）は、鳥取県東伯郡湯梨浜町野花・長和田にある古墳。形状は前方後円墳。北山古墳群を構成する古墳の1つ。国の史跡に指定されている。
鳥取県では最大規模の古墳で、5世紀前半（古墳時代中期）頃の築造と推定される。

## 概要

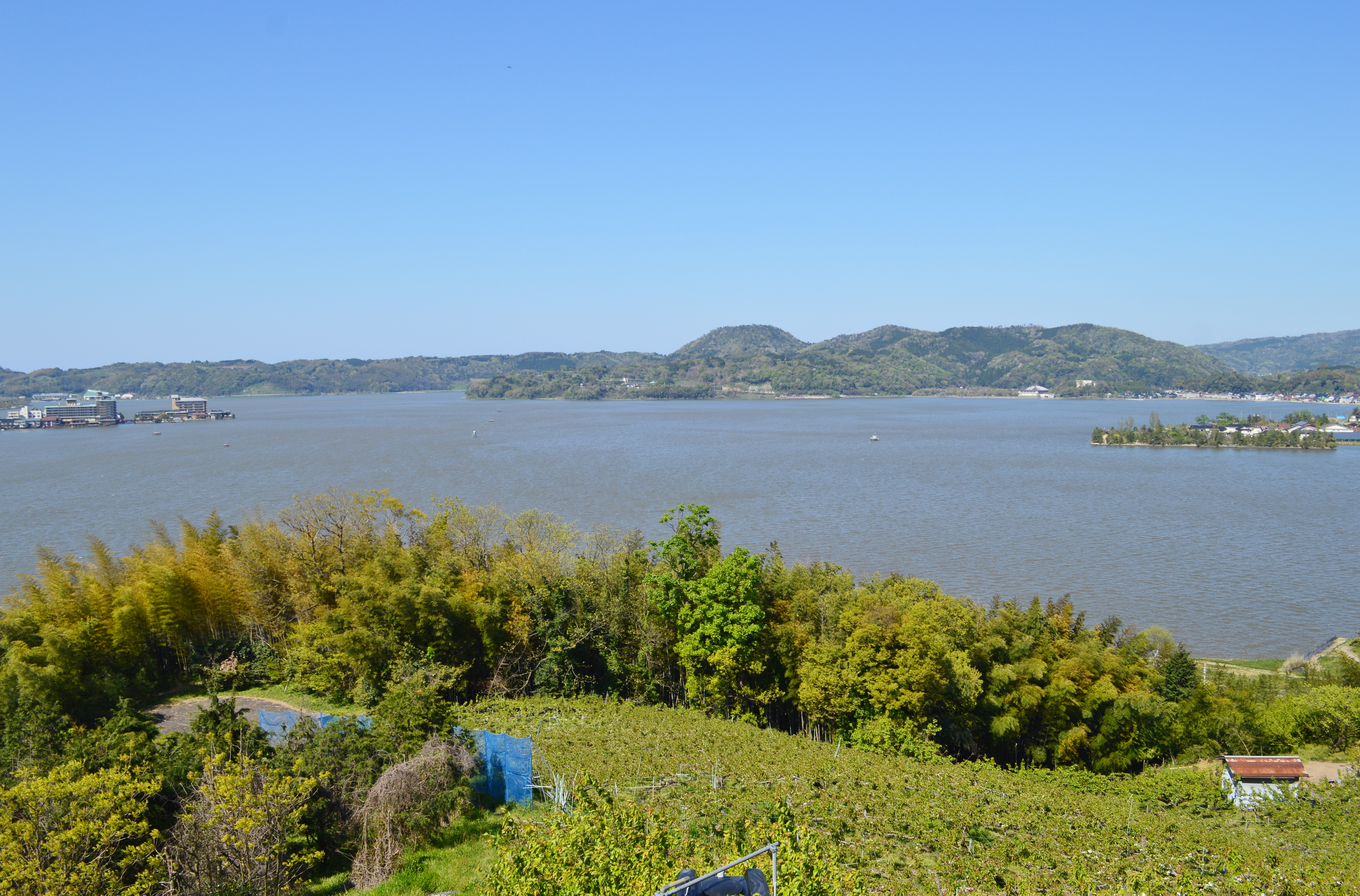
東郷池を望む

鳥取県中央部で湯梨浜町の西部、野花集落西側の丘陵先端部に築造された大型前方後円墳である。1966年（昭和41年）に発掘調査が実施されている。
墳形は前方後円形で、前方部を西南西方に向ける。墳丘長は110メートルを測り、鳥取県および島根県域では最大規模になる。墳丘外表には葺石のほか円筒埴輪・朝顔形埴輪・形象埴輪が認められている。
後円部にあった埋葬施設のうち、第1主体は盗掘を受けているが礫床および石材の状況から竪穴式石室であったとされる。この石室は墳丘主軸に平行する長方形で、発掘調査では長さ6.2メートル・幅4.4メートルの礫敷（礫床）、および前方部方向への排水溝が検出された。第1主体では盗掘により副葬品も大部分を失っており、調査ではわずかに管玉・甲（一部）のみが出土している。また、第1主体石室の南2メートルの場所には第2主体として箱式石棺がある。この石棺は長さ1.7メートル・幅0.5メートル・深さ0.5メートルを測り、ここからは人骨のほか銅鏡（龍虎鏡）・勾玉・管玉・棗玉・鉄斧・刀が発見された。なお、第1主体の北3メートルの場所にも長さ3メートル・幅1.8メートルの白砂敷部分が認められており、ここから出土品もわずかながら検出されている。これらのほか、石室周囲からは籠目土器も出土している。
この北山古墳は、出土品などから古墳時代中期の5世紀前半頃の築造と推定される。東郷池周辺は東伯耆地域の首長墓が営まれた地で、北岸の橋津古墳群に始まり南岸の北山古墳で最盛期を迎えたが、大型古墳の系譜はこの北山古墳をもって途絶えている。
古墳域は1980年（昭和55年）に国の史跡に指定されている。なお後円部の東50メートルの地には、変形四神四獣鏡を出土した北山27号墳がある。

## 墳丘
墳丘の規模は次の通り。
- 墳丘長：110メートル
- 後円部
  - 直径：70メートル
  - 高さ：12メートル
- 前方部
  - 長さ：62メートル
  - 高さ（主軸上）：5.5メートル
  - 高さ（側面）：9.5メートル
- くびれ部
  - 幅：43メートル

傾斜面に築造されているため基底高は後円部・前方部で同一ではないが、絶対高は後円部が1メートル高いだけになる。前方部は後円部と同程度まで発達した形態を示す。

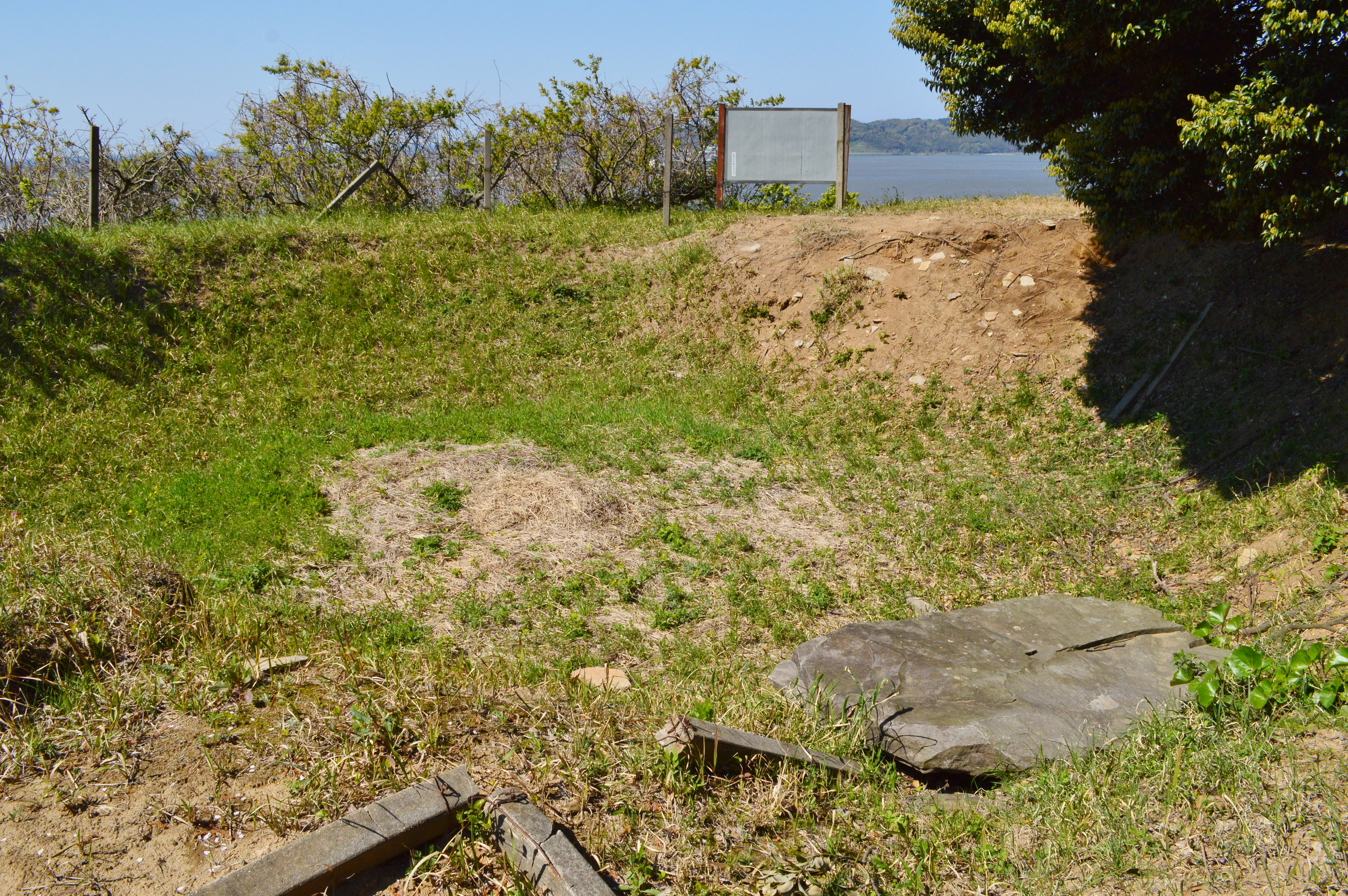
後円部墳頂の盗掘坑 手前右に石室残存石材。
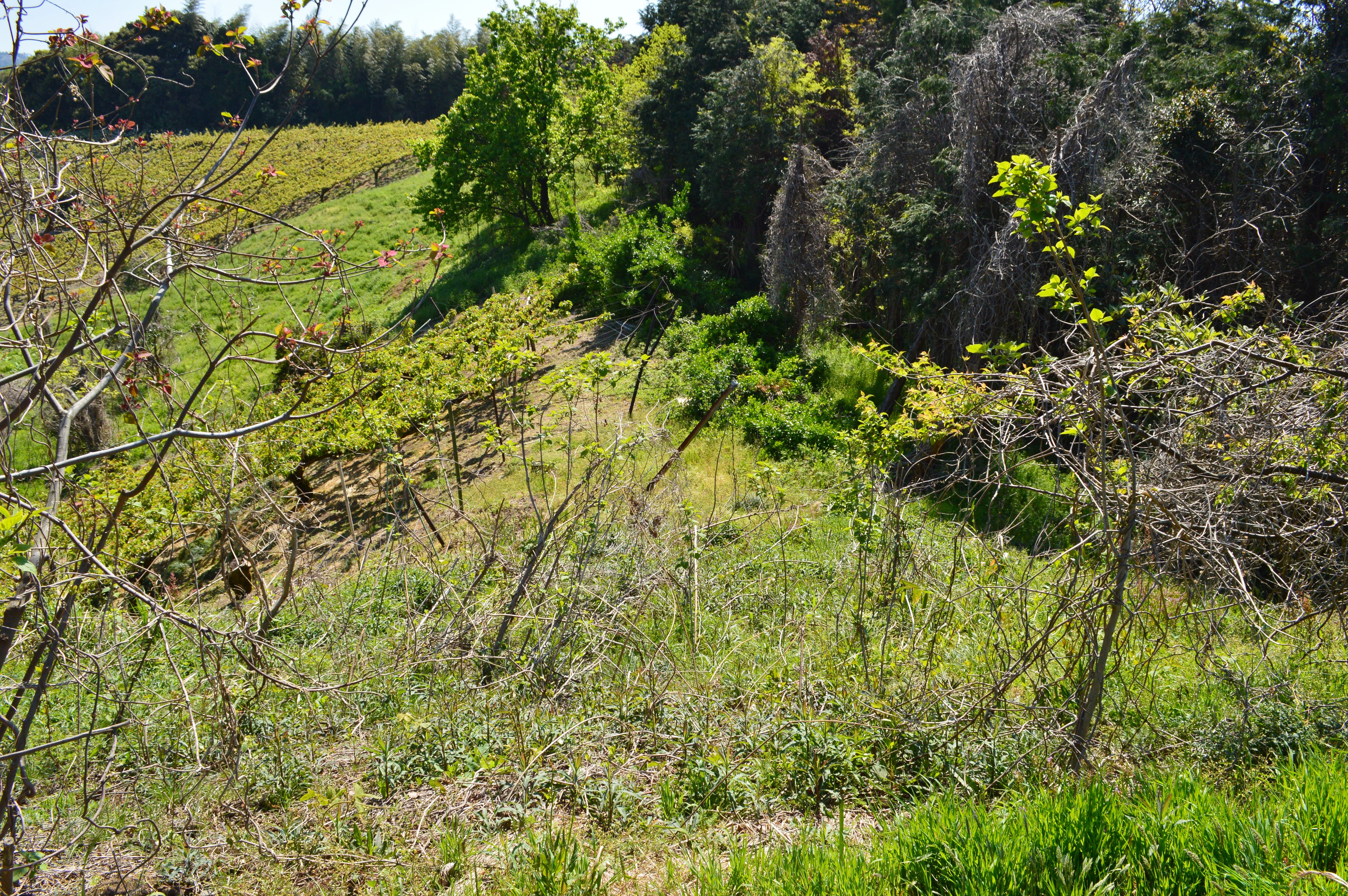
後円部から前方部を望む

## 出土品
発掘調査で見つかった出土品は次の通り。
- 第1主体
  - 碧玉製管玉 1
  - 短甲片 27片
- 第2主体
  - 龍虎鏡 1面 - 舶載鏡。
  - 刀 6口
  - 斧頭 1
  - 勾玉 6
  - 棗玉 1
  - 管玉 67
- 白砂敷部分
  - 刀 1口
  - 鶏形埴輪の頭部破片

以上のほか、墳丘から採集された埴輪として円筒埴輪・朝顔形埴輪および楯形・短甲形・錣形・鶏形などの形象埴輪がある。

## 文化財

### 国の史跡
- 北山古墳 - 1980年（昭和55年）6月3日指定[2]。

## 関連施設
- 倉吉博物館（倉吉市仲ノ町） - 北山古墳・北山27号墳の出土品等を保管・展示。